# Pfarrkirche St. Martin am Krappfeld

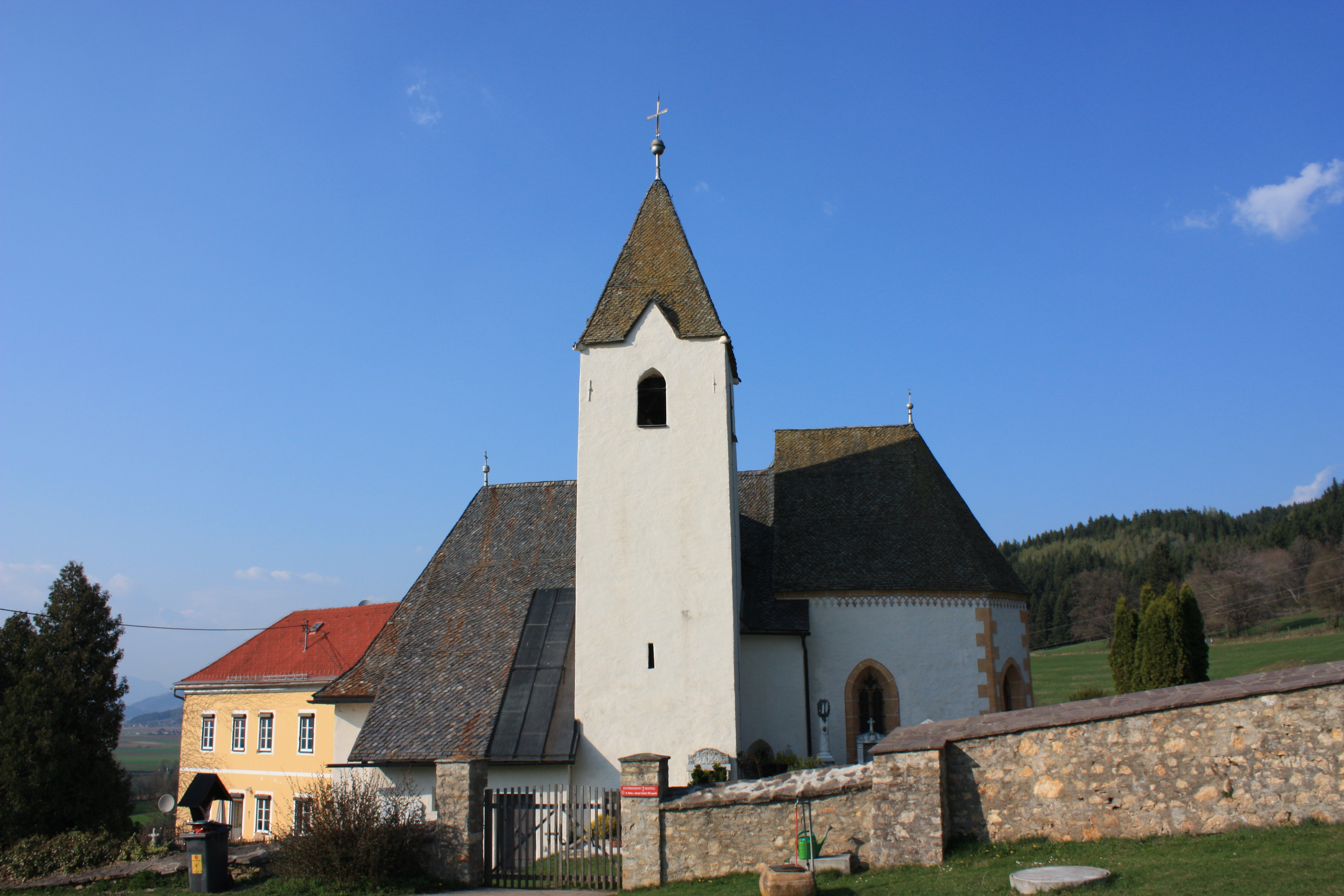
Kath. Pfarrkirche hl. Martin in St. Martin am Krappfeld

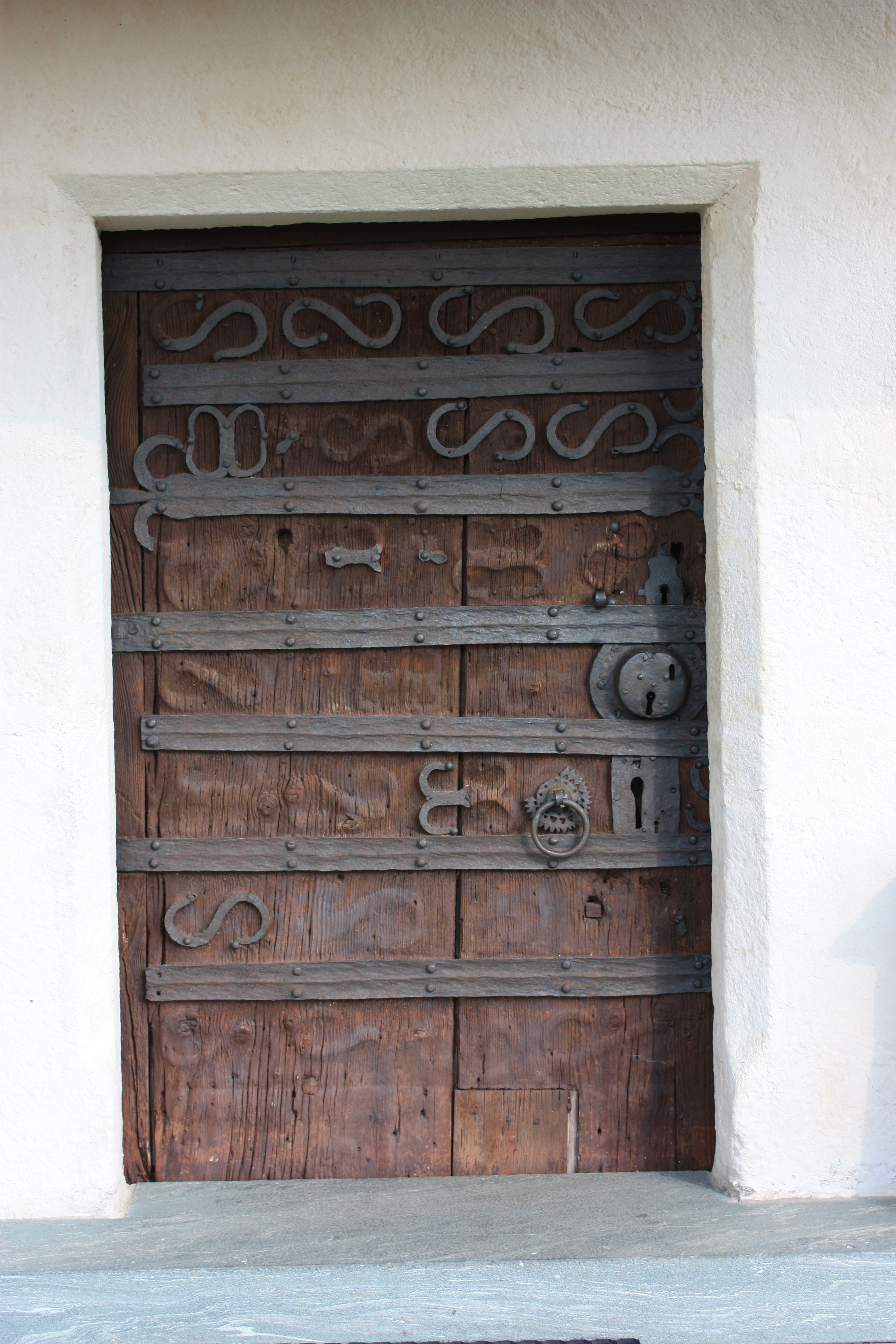
Westportal

Die römisch-katholische Pfarrkirche St. Martin am Krappfeld steht im Ort Sankt Martin am Krappfeld in der Gemeinde Kappel am Krappfeld im Bezirk Sankt Veit an der Glan in Kärnten. Die Pfarrkirche hl. Martin gehört zum Dekanat Krappfeld in der Diözese Gurk-Klagenfurt. Zur Pfarrkirche gehören die Filialkirchen von Passering, St. Klementen, St. Florian ob Mannsberg und St. Willibald. Die Kirche und der Friedhof stehen unter Denkmalschutz.

## Geschichte
Ein Vorgängerbau war eine Eigenkirche aus Holz des Edlen Heimo, die zwischen 991 und 1023 vom Salzburger Erzbischof Hartwig das Tauf- und Begräbnisrecht erhielt. Eine steinerne Kirche wurde 1075 vom ersten Bischof von Gurk, Günther von Krappfeld, geweiht. Nach dem Tod Rudgers vom Krappfeld ging die Kirche vor 1146 an den Gurker Bischof Roman I.
Die im Kern romanische Kirche wurde in der Spätgotik erweitert und in der Barockzeit innen verändert.

## Architektur
Die Kirche ist so an einem Hang gebaut, dass der Chor höher liegt als das Langhaus.
Der Chor ist in der nördlichen Ecke am Dachgesims mit 1558 bezeichnet und an den östlichen Ecken mit Steinköpfen versehen. An der Südseite des Langhauses steht der gotische Kirchturm mit Pyramidendach, daran westlich und südlich an den Chor schließt die Sakristei. Das rechteckige gotische Westportal besitzt eine Holztür mit vermutlich romanischen Eisenbeschlägen. Die Dächer sind mit Steinplattln gedeckt.
Die Fensteröffnungen des flachgedeckten Langhauses und die nördliche Seitenkapelle stammen aus dem Barock. Der Scheitel des spitzbogigen Triumphbogen ist wesentlich höher als die Flachdecke des Langhauses und führt in den einjochigen Chor mit Fünfachtelschluss, der durch die Hanglage gegenüber dem Langhaus stark erhöht ist. Das Sternrippengewölbe im Chor besitzt reliefierte Schlusssteine, an den übrigen Rippenschnittpunken Wappenschilde mit Meisterzeichen. Das spätgotische Sakramentshäuschen mit Fialen steht auf einem schlanken Sockel. An der Brüstung der bemalten Westempore sind Christus, Maria und die zwölf Apostel dargestellt.

## Ausstattung
Auf dem barocken Hochaltar von 1686 mit Opfergangsportalen stehen die Schnitzfiguren der Heiligen Martin, Ulrich und Nikolaus. Den Altaraufsatz bilden die Darstellung der heiligen Dreifaltigkeit sowie eine abschließende Marienfigur.
Am linken Seitenaltar von 1670 stehen in der Mitte eine Marienfigur, seitlich die Heiligen Katharina und Barbara, im Aufsatz der heilige Florian. Das Altarblatt des rechten Seitenaltars zeigt den heiligen Nikolaus. In der Seitenkapelle ist ein dem Johann Nepomuk geweihter Altar aufgestellt. Die ehemalige Kanzel von 1730 wird als Volksaltar verwendet. An der Langhaussüdwand hängt ein um 1520 geschnitztes Kruzifix mit Leidenswerkzeugen, das wahrscheinlich aus der Werkstatt des Meisters Caspar von Friesach stammt.